# Janice Rand
Yeoman Janice Rand, interpretada por Grace Lee Whitney, foi uma personagem de Star Trek: The Original Series, como ordenança do capitão James T. Kirk (Star Trek). Ela subsequentemente apareceu nos filmes Star Trek I, Star Trek III, Star Trek IV, e Star Trek VI e no  episódio "Flashback" da série Star Trek: Voyager.